# النقل بالسكك الحديدية في تونس

خريطة شبكة السكك الحديدية التونسية

النقل بالسكك الحديدية في تونس ظهر في أواخر القرن التاسع عشر و تحديداً سنة 1872 بافتتاح أول خط حديدي في تونس يربط بين تونس و حلق الوادي .
السكك الحديدية التونسية هي بمقياس قياسي عرض 1435 ملم في شمال تونس وبسك متر في وسط وجنوب البلاد.

## تاريخ
في عام 1870، حصلت الشركة الإيطالية منكاردي على حق استغلال سكة الحديد بين تونس ومنطقة الساحل ولكن لعدم وجود رأس المال، لم ينفذ. لذلك، تم افتتاح أول خط للسكك الحديدية التونسية الرابطة بين تونس و المرسى (TGM) في 2 أغسطس 1872 بواسطة الصادق باي.

تطور الشبكة بين 1880 و 1941
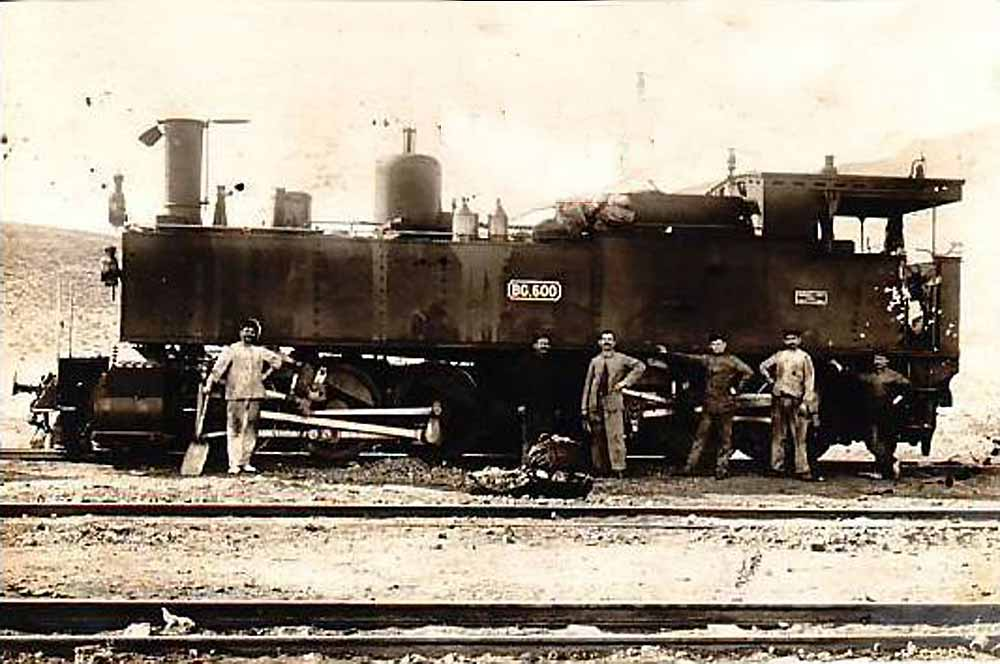
قاطرة ماليت

## اليوم
شبكة السكك الحديدية تحت إدارة الشركة الوطنية للسكك الحديدية التونسية منذ إنشائها في عام 1956، وتتضمن 74 محطة.